# 尚·伊塔爾

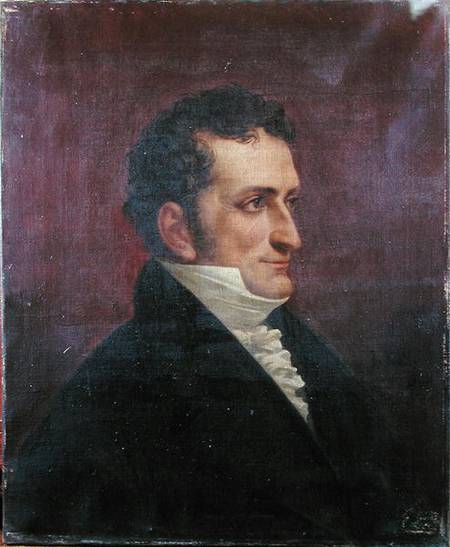
尚·马克·加斯帕尔·伊塔尔

尚·马克·加斯帕尔·伊塔尔（法語：Jean Marc Gaspard Itard，1774年4月24日—1838年7月5日），法國醫生，出生於普羅旺斯奧賴松。
1825年，他描述一位名叫Marquise de Dampierre的貴族女性的狀況，這名女性一生患有妥瑞氏症，這是有關妥瑞氏症的最早記載。
他最著名的事蹟是曾經收養「阿韋龍的維特」，這個男孩是被人從森林中捕捉到的。伊塔嘗試施予教育訓練，雖然最後未能成功，但是對日後特殊教育有深遠的影響，堪稱啟智教育的先驅者，並影響了蒙特梭利的教育理念和方法。